# Китайська каліграфія

## Доімперський період
| регіон, період                                   | медія                     | каліграф         | стиль | примітки                   |
| ------------------------------------------------ | ------------------------- | ---------------- | --- | -------------------------- |
| Центральний та північний Китай, дин. Шан         | Кістка та панцир, кіновар | численні аноніми | цзяґувень                                                                                                   | відомі лише з кінця 19 ст. |
| Центральний та південний Китай, дин. Шан та Чжоу | бронза                    | численні аноніми | цзіньвень: архаїчні стилі, найвідоміший — чжоувень 籀文, також має назву да чжуань 大篆 (Large Seal Script) |                            |
|                                                  |                           |                  | | Приклад                    |

## Цінь та Хань
| регіон    | медія   | каліграф                               | стиль                                              | примітки             |
| --------- | ------- | -------------------------------------- | -------------------------------------------------- | -------------------- |
| Дин. Цінь |         | Лі Си                                  | сяо чжуань 小篆                                    | Приклад              |
| Чанань    |         | Ши Ю 史游（1 ст. до н. е., дин. Хань） | уставний скоропис zhāngcǎo 章草                    |                      |
|           |         | Цао Сі 曹喜 (Східна Хань)              | чжуань 篆, лі 隸                                   |                      |
|           |         | Чжан Чжи 張芝 (вм. 192)                | скоропис 草 (засновник «сучасного скоропису» 今草) | 《冠军帖》           |
|           |         | Цай Юн (132—192)                       | Приклад                                            | Кам'яні канони Сіпін |
| Приклад   | Приклад | Приклад                                | Приклад                                            | Приклад              |
| Приклад   | Приклад | Приклад                                | Приклад                                            | Приклад              |
| Приклад   | Приклад | Приклад                                | Приклад                                            | Приклад              |
| Приклад   | Приклад | Приклад                                | Приклад                                            | Приклад              |
| Приклад   | Приклад | Приклад                                | Приклад                                            | Приклад              |

## Трицарювання та Цзінь 晋
| регіон | медія | каліграф               | стиль                               | примітки |
| ------ | ----- | ---------------------- | ----------------------------------- | -------- |
| Чанань |       | Чжун Ю 鍾繇（151-230） | стандартний стиль 正书, лішу, цаошу |          |

## Дішу

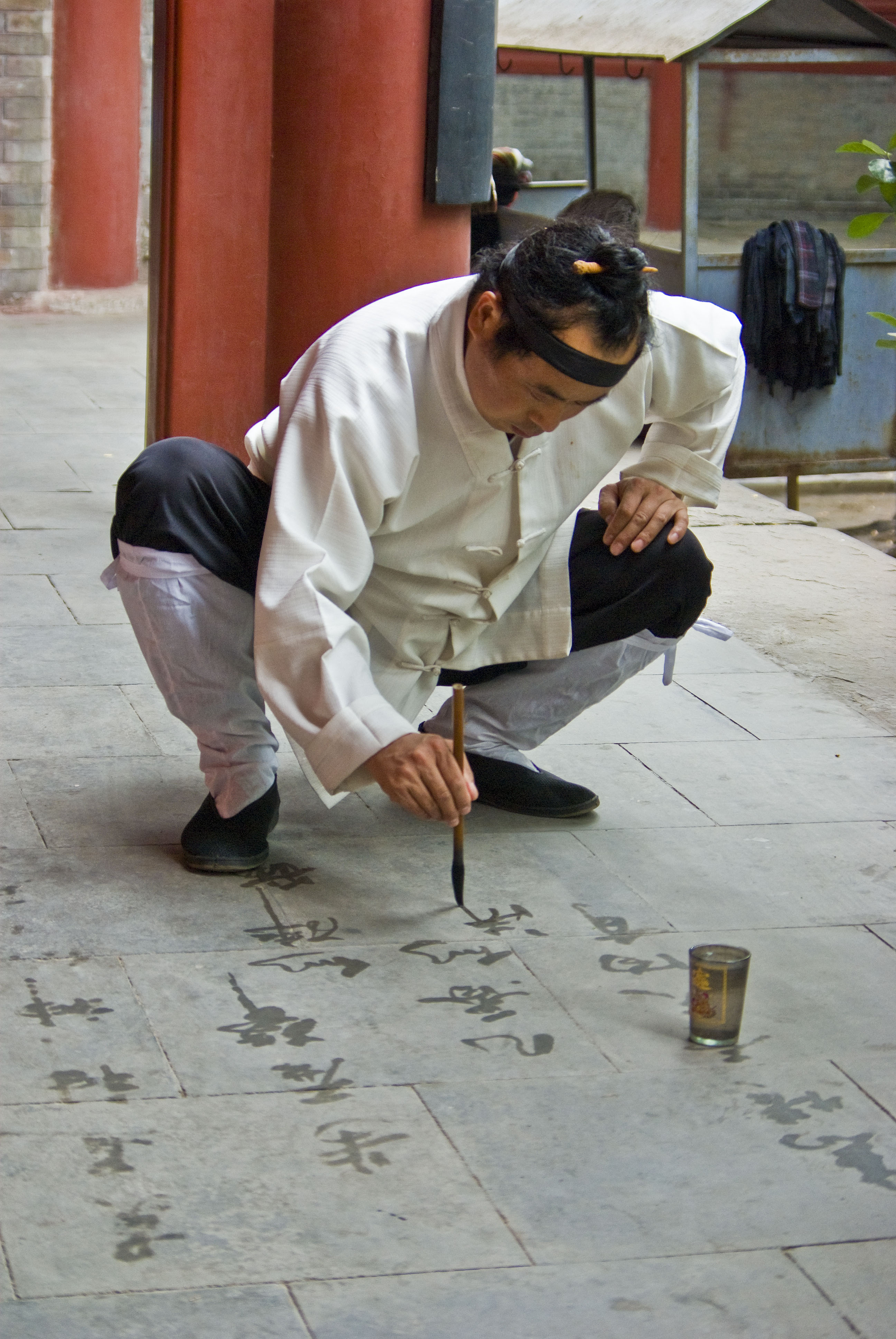
Даосистський чернець практикує дішу водою на камені. Водна каліграфія, як і пісочна мандала, розкриває ефемерну природу фізичної реальності

Існують ритуалізовані форми каліграфії такі як дішу (кит. трад. 地书, піньїнь: dishu, буквально «писати каліграфію на землі»), каліграфія водою на камені, при якій написане через деякий час зникає.